# Breidscheider Bach
Der Breidscheider Bach ist der etwa 4,4 km lange rechte und östliche Quellbach des Adenauer Baches. Er ist der Hauptquellast des Adenauer Baches und wird von manchen auch als dessen Oberlauf angesehen.

## Geographie

### Verlauf
Der Breidscheider Bach entspringt auf einer Höhe von etwa 535 m ü. NHN südwestlich von Quiddelbach in einem Wald, direkt nördlich der B 257. Er fließt zunächst in Richtung Norden durch ein Waldgelände und wird nach gut zweihundertfünfzig Metern in der Flur Zwischen den Seifen auf seiner rechten Seite von einem zweiten Quellast verstärkt. Etwas bachabwärts in der Flur In der Bach am westlichen Fuße des Selberges  (582 m ü. NHN) speist er einen kleinen Teich. Er fließt nun am Westrand von Quiddelbach erst durch die Waldflur Im Heimchen und dann durch die Wiesenflur Ober der Uzenbach. Am Nordrand des Ortes wird er auf seiner rechten Seite vom Quiddelbach gespeist. Der Breidscheider Bach unterquert die B 257 und bewegt sich danach nordostwärts zunächst durch Waldgelände und dann durch Grünland. In der Flur In der Nürburg nimmt er von rechts einen kleinen Seifenbach auf. Er läuft nun mal rechts mal links der B 257 nordostwärts durch Wälder und Wiesen. Südlich von Breidscheid fließt ihm auf seiner rechten Seite ein Bach zu, welcher von manchen ebenfalls als Breidscheider Bach bezeichnet wird, aber auch als Grader Seife. Der Bach fließt dann parallel zur Triererstraße nordwärts durch Breidscheid, nimmt auf seiner rechten Seite noch den Lochertsbach auf  und vereinigt sich schließlich in der Nordschleife des Nürburgrings auf einer Höhe von etwa 338 m ü. NHN mit dem Elmigsbach zum Adenauer Bach.

### Zuflüsse
- Quiddelbach (rechts), 1,8 km
- Breidscheider Bach (Grader Seife) (rechts), 1,7 km
- Lochertsbach (Herschbroischerbach[4]) (rechts), 3,5 km